# Alejandro Astorga Valdés
Alejandro Astorga Valdés fue un guerrillero chileno del Movimiento de Izquierda Revolucionaria que perteneció al Movimiento Revolucionario Túpac Amaru (MRTA) y a la Coordinadora Continental Bolivariana-Perú (CCB-CP).

## Biografía
A fines de los años 1980 ingresó al Movimiento de Izquierda Revolucionaria para posteriormente unirse al MRTA donde integró las Fuerzas Especiales del MRTA, órgano encargado de los secuestros. En 1993, Astorga participó en el atentado contra el local del ICPNA en Miraflores y en el secuestro del empresario Raúl Hiraoka. Al ser recluido Hiraoka en una de las "cárceles del pueblo", Astorga cumplió la función de vigilancia.
Fue capturado en la Operación Alacrán en octubre del mismo año junto a los también terroristas chilenos Jaime Castillo Petruzzi, María Pincheira Sáez y Lautaro Mellado Saavedra. Fue sentenciado a cadena perpetua en 1994 por un tribunal sin rostro.  En 1999, la Corte Interamericana de Derechos Humanos (CIDH), tras la denuncia presentada por miembros de la Fundación de Ayuda Social de las Iglesias Cristianas (FASIC) y la Comisión Chilena de Derechos Humanos, dictaminó que se realizara un nuevo juicio para Astorga y los chilenos emerretistas en un fuero civil y el pago de 10.000 dólares para las familias de los terroristas chilenos. En el año 2003, fue sentenciado a 15 años de prisión. En el año 2005, Astorga recibió la libertad condicional.
Tuvo una relación con Anahí Durand entre los años 2005 y 2011, con la cual tuvo una hija,  y se reunió con Guillermo Bermejo, entonces líder de "Todas las voces". Se reportó que en diciembre del año 2008 regresó a Chile. En el año 2013, Astorga fue capturado tras participar en un asalto a un banco de la comuna chilena de Pudahuel portando un fusil y una granada. Falleció el 1 de enero de 2025, en Santiago de Chile debido a tumores cerebrales.